# Mistrovství světa superbiků 2022 – Misano
Mistrovství světa superbiků – Misano 2022 (oficiálně Pirelli Emilia-Romagna Round)  byl čtvrtý závodní víkend sezony 2022 Mistrovství světa superbiků

## Okruh
|               |                                       |
| Název         | Misano World Circuit Marco Simoncelli |
| Délka         | 4.226 km                              |
| Počet zatáček | 16                                    |

## Časový harmonogram
| Datum      | Start | Aktivita        |
| ---------- | ----- | --------------- |
| 10. června | 10:30 | Volný trénink 1 |
| 10. června | 15:00 | Volný trénink 2 |
| 11. června | 9:00  | Volný trénink 3 |
| 11. června | 11:10 | Superpole       |
| 11. června | 14:00 | 1. závod        |
| 12. června | 9:00  | Warm-up         |
| 12. června | 11:00 | Superpole závod |
| 12. června | 15:15 | 2. závod        |

## Startovní listina
| #  | Jezdec                | Tým                              | Motocykl               |
| -- | --------------------- | -------------------------------- | ---------------------- |
| 1  | Toprak Razgatlıoğlu   | Pata Yamaha with Brixx WorldSBK  | Yamaha YZF-R1          |
| 2  | Roberto Tamburini     | Yamaha Motoxracing WorldSBK Team | Yamaha YZF-R1          |
| 3  | Kohta Nozane          | GYTR GRT Yamaha WorldSBK Team    | Yamaha YZF-R1          |
| 5  | Philipp Öttl          | Team GoEleven                    | Ducati Panigale V4 R   |
| 7  | Iker Lecuona          | Team HRC                         | Honda CBR1000RR-R      |
| 16 | Gabriele Ruiu         | Bmax Racing                      | BMW M1000RR            |
| 19 | Álvaro Bautista       | Aruba.it Racing – Ducati         | Ducati Panigale V4 R   |
| 21 | Michael Ruben Rinaldi | Aruba.it Racing – Ducati         | Ducati Panigale V4 R   |
| 22 | Alex Lowes            | Kawasaki Racing Team WorldSBK    | Kawasaki Ninja ZX-10RR |
| 23 | Christophe Ponsson    | Gil Motor Sport–Yamaha           | Yamaha YZF-R1          |
| 25 | Alessandro Delbianco  | TPR Team Pedercini Racing        | Kawasaki Ninja ZX-10RR |
| 29 | Luca Bernardi         | Barni Spark Racing Team          | Ducati Panigale V4 R   |
| 31 | Garrett Gerloff       | GYTR GRT Yamaha WorldSBK Team    | Yamaha YZF-R1          |
| 35 | Hafizh Syahrin        | MIE Racing Honda Team            | Honda CBR1000RR-R      |
| 36 | Leonardo Mercado      | MIE Racing Honda Team            | Honda CBR1000RR-R      |
| 37 | Illia Mykhalchyk      | BMW Motorrad WorldSBK Team       | BMW 1000RR             |
| 45 | Scott Redding         | BMW Motorrad WorldSBK Team       | BMW 1000RR             |
| 47 | Axel Bassani          | Motocorsa Racing                 | Ducati Panigale V4 R   |
| 50 | Eugene Laverty        | Bonovo Action BMW                | BMW 1000RR             |
| 52 | Oliver König          | Orelac Racing VerdNatura         | Kawasaki Ninja ZX-10RR |
| 53 | Tito Rabat            | Kawasaki Puccetti Racing         | Kawasaki Ninja ZX-10RR |
| 55 | Andrea Locatelli      | Pata Yamaha with Brixx WorldSBK  | Yamaha YZF-R1          |
| 65 | Jonathan Rea          | Kawasaki Racing Team WorldSBK    | Kawasaki Ninja ZX-10RR |
| 76 | Loris Baz             | Bonovo Action BMW                | BMW 1000RR             |
| 97 | Xavi Vierge           | Team HRC                         | Honda CBR1000RR-R      |

## Výsledky
| Pozice | Grid | Jezdec                | Ztráta             |
| ------ | ---- | --------------------- | ------------------ |
| 1      | 1    | Álvaro Bautista       | 33:14.661          |
| 2      | 3    | Jonathan Rea          | +5.128             |
| 3      | 5    | Michael Ruben Rinaldi | +8.289             |
| 4      | 10   | Axel Bassani          | +10.415            |
| 5      | 4    | Alex Lowes            | +11.888            |
| 6      | 6    | Andrea Locatelli      | +13.320            |
| 7      | 7    | Xavi Vierge           | +14.396            |
| 8      | 11   | Garrett Gerloff       | +14.775            |
| 9      | 8    | Iker Lecuona          | +19.968            |
| 10     | 9    | Scott Redding         | +26.408            |
| 11     | 14   | Roberto Tamburini     | +37.655            |
| 12     | 15   | Kohta Nozane          | +40.510            |
| 13     | 17   | Eugene Laverty        | +41.695            |
| 14     | 21   | Luca Bernardi         | +44.271            |
| 15     | 12   | Loris Baz             | +45.068            |
| 16     | 19   | Tito Rabat            | +45.969            |
| 17     | 18   | Hafizh Syahrin        | +47.420            |
| 18     | 23   | Illia Mykhalchyk      | +1:00.329          |
| 19     | 22   | Leonardo Mercado      | +1:09.745          |
| 20     | 24   | Oliver König          | +1:09.897          |
| DNF    | 2    | Toprak Razgatlıoğlu   | Technické problémy |
| DNF    | 20   | Gabriele Ruiu         | Odstoupil          |
| DNF    | 13   | Philipp Öttl          | Technické problémy |
| DNF    | 16   | Christophe Ponsson    | Pád                |
| DNF    | 25   | Alessandro Delbianco  | Odstoupil          |

| Pozice | Grid | Jezdec                | Ztráta    |
| ------ | ---- | --------------------- | --------- |
| 1      | 2    | Toprak Razgatlıoğlu   | 15:46.121 |
| 2      | 1    | Álvaro Bautista       | +2.087    |
| 3      | 3    | Jonathan Rea          | +4.975    |
| 4      | 7    | Xavi Vierge           | +5.903    |
| 5      | 8    | Iker Lecuona          | +7.197    |
| 6      | 6    | Andrea Locatelli      | +8.476    |
| 7      | 10   | Axel Bassani          | +8.749    |
| 8      | 4    | Alex Lowes            | +9.383    |
| 9      | 11   | Garrett Gerloff       | +9.566    |
| 10     | 5    | Michael Ruben Rinaldi | +12.303   |
| 11     | 9    | Scott Redding         | +12.400   |
| 12     | 17   | Eugene Laverty        | +19.399   |
| 13     | 18   | Hafizh Syahrin        | +21.834   |
| 14     | 21   | Luca Bernardi         | +22.000   |
| 15     | 23   | Illia Mykhalchyk      | +24.547   |
| 16     | 19   | Tito Rabat            | +25.000   |
| 17     | 14   | Roberto Tamburini     | +26.420   |
| 18     | 20   | Gabriele Ruiu         | +28.132   |
| 19     | 22   | Leonardo Mercado      | +28.479   |
| 20     | 24   | Oliver König          | +2 kola   |
| DNF    | 15   | Kohta Nozane          | Pád       |
| DNF    | 13   | Philipp Öttl          | Odstoupil |
| DNF    | 12   | Loris Baz             | Pád       |
| DNF    | 25   | Alessandro Delbianco  | Odstoupil |

| Pozice | Grid | Jezdec                | Ztráta             |
| ------ | ---- | --------------------- | ------------------ |
| 1      | 2    | Álvaro Bautista       | 33:12.030          |
| 2      | 1    | Toprak Razgatlıoğlu   | +7.194             |
| 3      | 10   | Michael Ruben Rinaldi | +11.119            |
| 4      | 3    | Jonathan Rea          | +14.901            |
| 5      | 5    | Iker Lecuona          | +18.774            |
| 6      | 6    | Andrea Locatelli      | +20.217            |
| 7      | 7    | Axel Bassani          | +21.149            |
| 8      | 8    | Alex Lowes            | +23.533            |
| 9      | 11   | Scott Redding         | +29.638            |
| 10     | 12   | Loris Baz             | +38.831            |
| 11     | 13   | Philipp Öttl          | +40.881            |
| 12     | 14   | Roberto Tamburini     | +41.588            |
| 13     | 20   | Luca Bernardi         | +43.353            |
| 14     | 16   | Eugene Laverty        | +43.833            |
| 15     | 22   | Illia Mykhalchyk      | +43.889            |
| 16     | 15   | Kohta Nozane          | +44.697            |
| 17     | 18   | Tito Rabat            | +49.375            |
| 18     | 21   | Leonardo Mercado      | +1:02.448          |
| 19     | 23   | Oliver König          | +1:22.808          |
| DNF    | 4    | Xavi Vierge           | Pád                |
| DNF    | 17   | Hafizh Syahrin        | Technické problémy |
| DNF    | 24   | Alessandro Delbianco  | Odstoupil          |
| DNF    | 19   | Gabriele Ruiu         | Technické problémy |
| DNF    | 9    | Garrett Gerloff       | Pád                |